# Grimborg (álbum)
Grimborg es el tercer álbum del grupo finés de folk nórdico Gjallarhorn, lanzado en 2003 por NorthSide Records.
La revisión de Allmusic de Chris Nickson premia al álbum con 4.5 estrellas y dice "No hay nada como el placer de escuchar a una banda dar un salto cuántico en su desarrollo, y con Grimborg (solo mira la carátula), Gjallarhorn ha hecho el suyo."

## Lista de canciones
| N.º | Título                                 | Duración |  |
| 1.  | «Konungadöttrarna (Las hijas del Rey)» | 4:55     |  |
| 2.  | «Grimborg»                             | 4:03     |  |
| 3.  | «Tora Lille (Pequeña Tora)»            | 4:01     |  |
| 4.  | «Polonaise»                            | 3:44     |  |
| 5.  | «Menuett»                              | 2:10     |  |
| 6.  | «Njawara»                              | 2:43     |  |
| 7.  | «Herr Olof (Señor Olof)»               | 5:39     |  |
| 8.  | «Ella Lilla (Querida Ella)»            | 5:14     |  |
| 9.  | «Ack Lova Gud (Oh, alaba al Señor)»    | 4:28     |  |
| 10. | «Frøysnesen / Soteroen»                | 4:36     |  |
| 11. | «Vallevan»                             | 4:31     |  |
| 12. | «Kulning (Llamado)»                    | 5:30     |  |
| 13. | «Längtaren»                            | 2:59     |  |

## Formación
- Jenny Wilhelms - voz, fiddle
- Adrian Jones - viola, mandola
- Tommy Mansikka-Aho - didgeridoo, yembe, udu, birimbao y tambor chamánico
- Sara Puljula - bajo percusión